# Scoloberotha necatrix
Scoloberotha necatrix (лат.) — ископаемый вид сетчатокрылых насекомых из рода Scoloberotha семейства Rhachiberothidae. Обнаружены в нижнемеловых (альбский ярус) бирманских янтарях Азии (Kachin, Tanai Village, Мьянма).
Вид был впервые описан в 2008 году американскими энтомологами Майклом Энджелом (Engel M.) и Дэвидом Гримальди (Grimaldi D. A.; США).
Вместе с другими ископаемыми видами сетчатокрылых насекомых, такими как Paraberotha acra, Banoberotha enigmatica, Haploberotha persephone, Sinosmylites rasnitsyni, Ethiroberotha elongata, Plesiorobius sibiricus, Iceloberotha kachinensis, Jersiberotha tauberorum, Dasyberotha eucharis, Araripeberotha fairchildi, Jersiberotha myanmarensis, Iceloberotha simulatrix являются одними из древнейших представителей отряда Neuroptera в целом, что было показано в 2011 году при ревизии палеофауны палеоэнтомологами Владимиром Макаркиным (Биолого-почвенный институт ДВО РАН, Владивосток) и его китайскими коллегами Ц. Яном и Д. Жэнем (Qiang Yang, Dong Ren; College of Life Sciences, Capital Normal University, Пекин, Китай).